# یاسبلاغ
یاسبلاغ روستایی است از توابع شهرستان کمیجان در استان مرکزی. این روستا در دهستان اسفندان در بخش مرکزی این شهرستان قرار دارد. زبان مردم این روستا ترکی است.

## مشخصات منطقه ای
روستای یاسبلاغ طبق تقسیمات اخیر کشوری، ازتوابع دهستان اسفندان و بخش مرکزی شهرستان کمیجان می‌باشد. این روستا بامختصات جغرافیایی ۴۹ درجه و ۴۹ دقیقه طول شرقی و ۳۹ درجه و ۲۴ دقیقه عرض شمالی در شمال غربی استان مرکزی قراردارد. فاصله روستای یاسبلاغ تا مرکز شهرستان ۷۰ کیلومتر می‌باشد.

## جمعیت
طبق سرشماری مرکز آمار ایران، جمعیت یاسبلاغ در سال ۱۳۸۵ برابر با ۹۰۳ نفر بوده است. این روستا ۲۲۰ خانوار دارد.